# Side project
Side project – termin określający projekt muzyczny stworzony przez muzyków z istniejących zespołów muzycznych. Często jest tworzony w celu nagrania albumu, który byłby nagrany w innym stylu, niż tworzy macierzysty zespół.
Wybrane side projecty: Ataxia, Avantasia, A Perfect Circle, The Breeders, Fort Minor, The Glove, Meth, Ghost & Rae, Mike & the Mechanics, Dead by Sunrise, The Network, Poe, Probot, Some Devil, Temple of the Dog, Troje.